# Danijel Mihajlović
Danijel Mihajlović, serb. Дaниjeл Mихajлoвић (ur. 2 czerwca 1985 w Ćuprii) – serbski piłkarz występujący na pozycji obrońcy. Karierę zaczął w juniorskim zespole Crvenej zvezdy Belgrad. W 2003 roku został zawodnikiem Spartaka Ljig. Rok później przeszedł do FK Sopot. W latach 2007–2010 reprezentował barwy klubu FK Jagodina. W czerwcu 2010 roku był testowany przez Legię Warszawa. W 2010 roku przeszedł do Crvenej Zvezdy.